# Ardy Stemerding
Ardy Stemerding (Gorinchem, 1981) is een Nederlands journalist.

## Biografie
Stemerding is geboren in het Beatrixziekenhuis in Gorinchem en woonde de eerste negentien jaar van zijn leven in Giessenburg. Hij heeft journalistiek gestudeerd aan de RUG in Groningen. Tijdens zijn studie werkte hij bij RTV Noord en liep hij stage bij de NOS. Na het afronden van zijn studie werkte hij als radio- en televisieverslaggever bij RTV Utrecht. In 2010 ging hij aan de slag bij Wakker Nederland.
Bij Wakker Nederland was hij een van de razende reporters eerst bij Ochtendspits en later bij Vandaag de dag. In 2010 werd hij genomineerd voor de Philip Bloemendal Prijs. Vanaf 2012 werkt Stemerding bij de NOS, vanaf 2015 als verslaggever voor het NOS Journaal.
Per 1 juli 2022 is hij Sander van Hoorn opgevolgd als NOS-correspondent in Brussel, waar hij samen met Kysia Hekster en Aïda Brands verslag doet over de EU, de NAVO en de Belgische politiek.
Stemerding is getrouwd en vader van een zoon en dochter.